# Jytte Pilloni
Jytte Pilloni (født 14. april 1951 i Randers, død 14. marts 1997 af kræft.) var en dansk sangerinde, komponist og skuespillerinde.
Komponisten, sangerinden og skuespillerinden Jytte Pilloni stammede fra Randers. Hun havde hovedrollen i stykket Kærlighed uden og som sangerinde viste hun sit enorme talent i John Mogensen-forestillingen Så længe mit hjerte slår, der spillede flere hundrede gange på Privatteatret for fulde huse – og som hun turnerede med rundt i landet i 11 år. Sideløbende arbejdede hun med Solvognen og medvirkede i forestillinger bl.a. i flere omgange på Jomfru Ane Teatret i Aalborg, Riddersalen, Aveny-Teatret og Rottefældens revy i Svendborg. 
Jytte Pilloni var et naturtalent, der gennem 20 år satte sine spor i dansk rockmusik bl.a. i orkestret Blue Sun. Senere dannede hun sit eget orkester Pilloni Band, der over en femårig periode udgav tre album og var et efterspurgt liveband. Senere stiftede hun bandet Sorte Penge sammen med Wili Jønsson og Henrik Tvede. Hun medvirkede i tv-programmet Tegn din karriere. Jytte Pilloni modtog i 1996 Erling Schrøders Mindelegat.
Jytte Pilloni har også sunget på Anders Roland og Finn Olafssons genforeningsplade Tilbage til nutiden, på nummeret "Himlen over dig" – oprindelig sang fra tv-serien Johansens sidste ugudelige dage af Steen Kaalø.

## Filmografi
- Opbrud (1988)
- Johansens sidste ugudelige dage (enkelt afsnit, 1989)
- Cecilia (1991)
- Det skaldede spøgelse (1992)
- Russian Pizza Blues (1992)
- Verden er vaad og lys (1995)